# ロベール・ファルコ
ロベール・ファルコ（フランス語: Robert Falco、1882年2月26日 - 1960年1月14日）は、フランスの弁護士、裁判官。ニュルンベルク裁判でフランス副判事を務め、後に破毀院に所属した。

## 経歴
ファルコは1882年2月26日、パリのユダヤ人家庭に生まれた。彼の曽祖父は1831年にフランス国王ルイ・フィリップより叙勲されている。また、母方の祖父はベルギー国王レオポルド2世の下で建築家として働き、彼の父親は普仏戦争に従軍、レジオンドヌールへの加入を果たした。その後パリの商事裁判所長官を拝命するなど、彼の家族には大きな功績を上げた者が多い。
法学を修得した後、1903年から法廷弁護士として働き始めた。1907年、「劇場観客の職務と権利」という研究で博士号を取得。その後大法官府裁判所の裁判官となったが、1919年まで引き続き弁護も行っていた。
後にファルコはパリ上訴裁判所で勤務するが、1944年にユダヤ人の生まれであることを理由に解任されている。
1945年6月に開かれたロンドン会議に国際法学者であるアンドレ・グロスとともに出席し、国際軍事裁判所憲章への調印を行った。この憲章に基づくニュルンベルク裁判ではアンリ・ドヌデュー・ド・ヴァーブルとともにフランス裁判官として参加し、副判事を務めた。
1946年、グレイ法曹院によって名誉ある弁護士に選出された。また、レジオンドヌール・コマンドゥールへの加入を果たしている。
1960年、パリで死亡。